# Palais d'Oranienbaum
Le palais d'Oranienbaum (ce qui signifie oranger en allemand) est un palais baroque du XVIIIe siècle situé à Lomonossov (ex-Oranienbaum) à 40 km de Saint-Pétersbourg, en Russie. 

## Historique

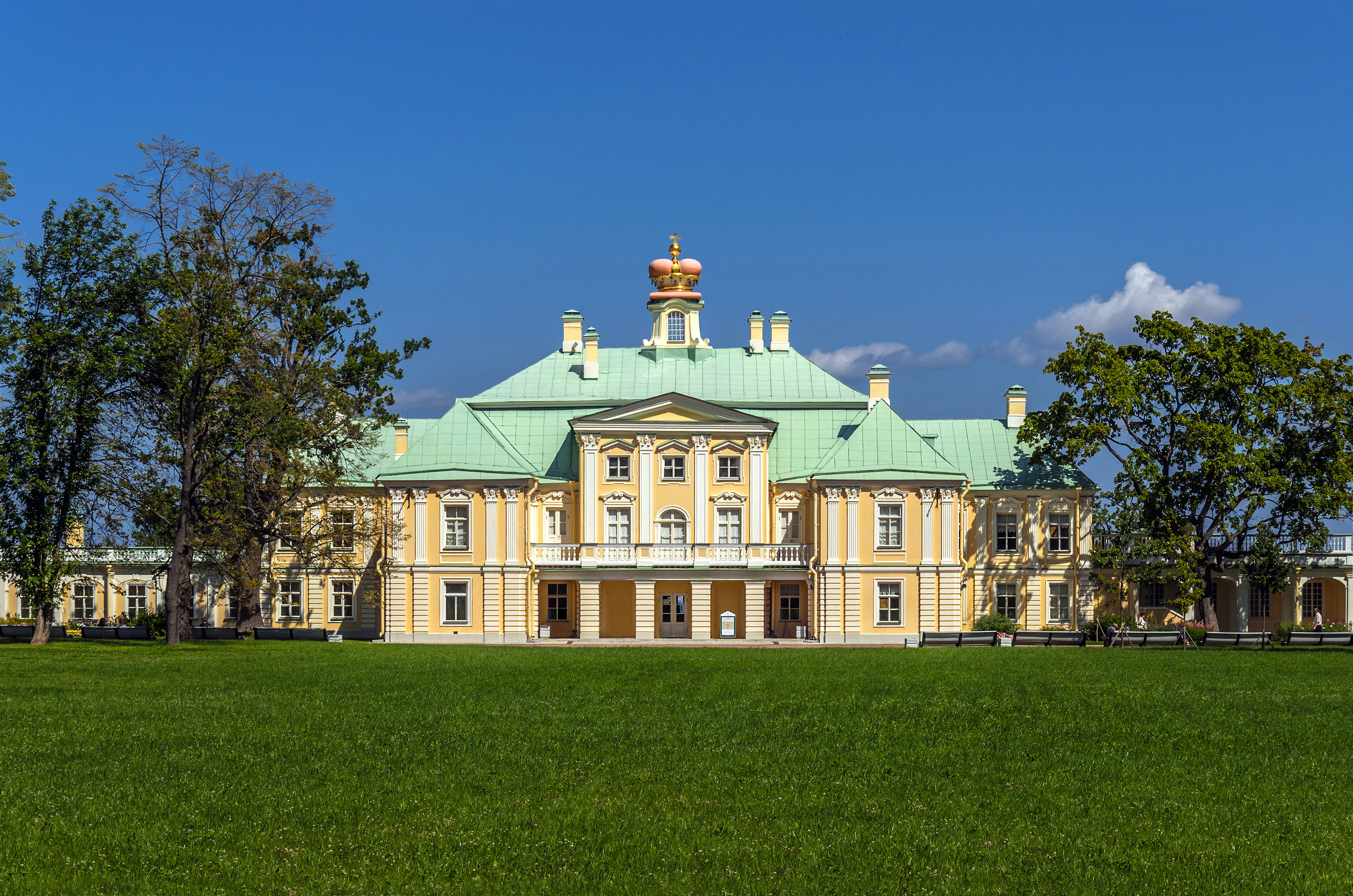
Façade du palais du côté du nord

Le palais, dit grand-palais (Bolchoï dvorets), appartient d'abord au favori de Pierre le Grand, Alexandre Danilovitch Menchikov. Il est construit entre 1710 et 1725 par les architectes Giovanni Maria Fontana et Gottfried Schädel (1680-1752) et agrémenté d'un jardin à la française, appelé le jardin inférieur. Le palais est en partie reconstruit par Antonio Rinaldi entre 1762 et 1780.
L'impératrice Élisabeth l'offre en 1743 à son héritier, le futur Pierre III. Antonio Rinaldi construit alors pour le grand-duc germanophile en 1756 une petite forteresse avec une maison de plaisance dénommé Peterstadt (La ville de Pierre, en allemand). Il en reste aujourd'hui la porte avec une tourelle octogonale et un dôme surmonté d'une flèche, derrière l'étang aux Carpes. Le petit palais de Pierre III comprend des salons décorés de panneaux laqués à la Chinoise.
Catherine II, épouse de Pierre III, fit agrandir le parc en un parc rococo avec des morceaux paysagers à l'anglaise, rythmés d'étangs et de petits ponts, et des pièces régulières ornées de pavillons, dont le palais chinois, le pavillon de pierre de facture néoclassique et l'exubérant pavillon central rococo de l'ancienne Glissoire de la Grande Catherine.

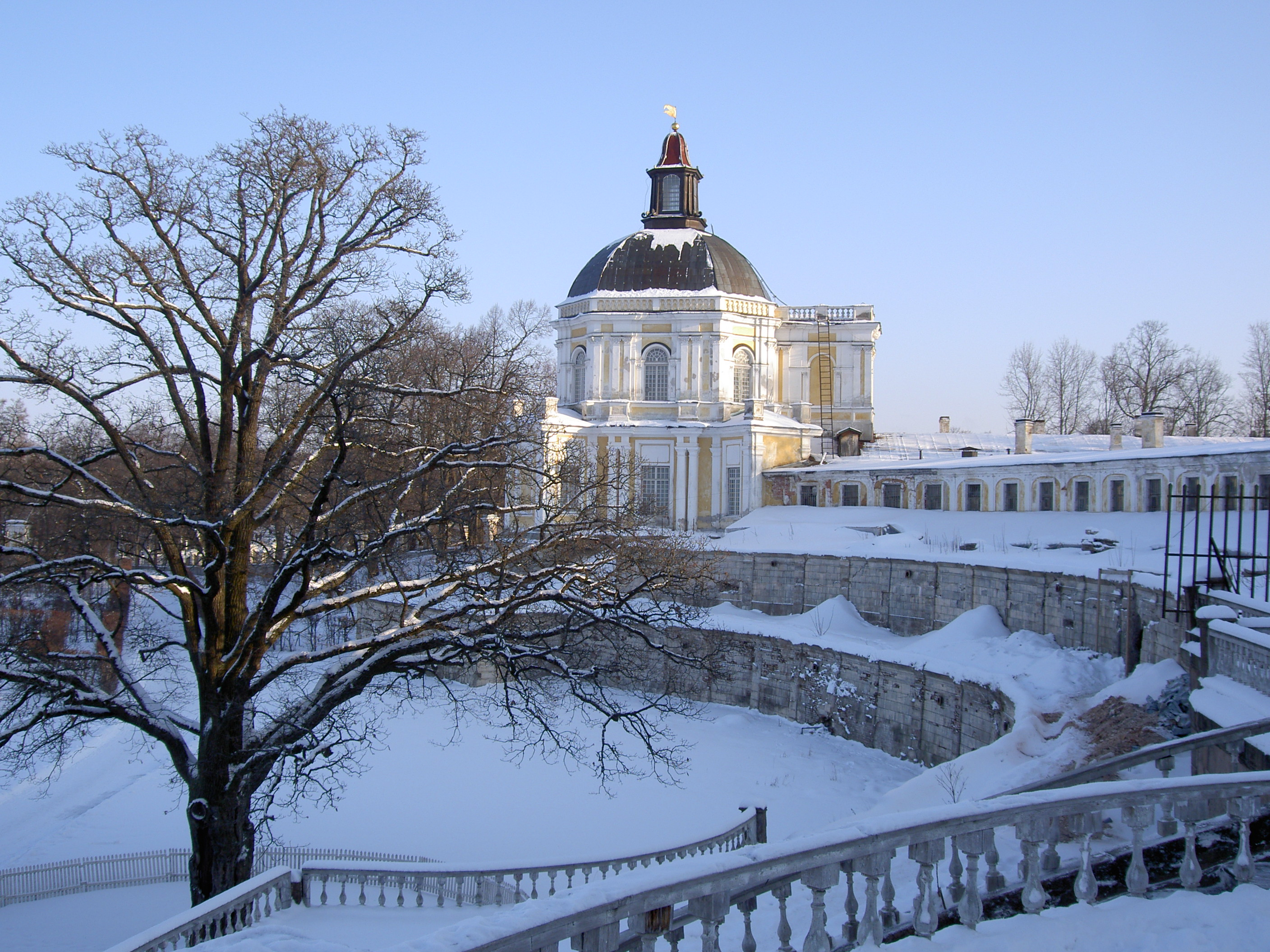
Vue du pavillon de l'est en hiver

Le grand palais se présente sous la forme d'un corps de logis baroque à un étage couronné d'une couronne princière et flanqué de deux ailes, l'une à l'ouest, l'autre à l'est, terminées d'un pavillon. Le milieu de la façade est orné d'un fronton à la grecque soutenu de pilastres qui rythment toute la façade. Au sud des pavillons, des dépendances forment avec le palais une cour d'honneur. Du côté du parc, le palais donne sur des terrasses qui descendent par des escaliers au jardin inférieur dessiné à la française, menant au golfe de Finlande. Ce parc s'étend sur une surface de 4,8 hectares.
Le palais est la propriété du grand-duc Alexandre (futur Alexandre Ier) en 1796, puis de son frère le grand-duc Michel à partir de 1831 et de ses descendants dont le grand-duc de Mecklembourg-Strelitz avant 1917. Il est nationalisé en 1917 et ouvert comme musée en 1922. Lors de la Seconde Guerre mondiale, il souffre moins que les autres palais pendant le terrible siège de Léningrad car il se trouve dans la tête de pont soviétique d'Oranienbaum, qui est un endroit du front relativement calme. Cette poche a toujours été tenue par l'Armée rouge et le palais n'a donc pas été pillé par les Allemands.
Restauré complètement dans les années 1990, il se visite toujours comme musée et est en plus le lieu d'expositions et de concerts.

## Galerie

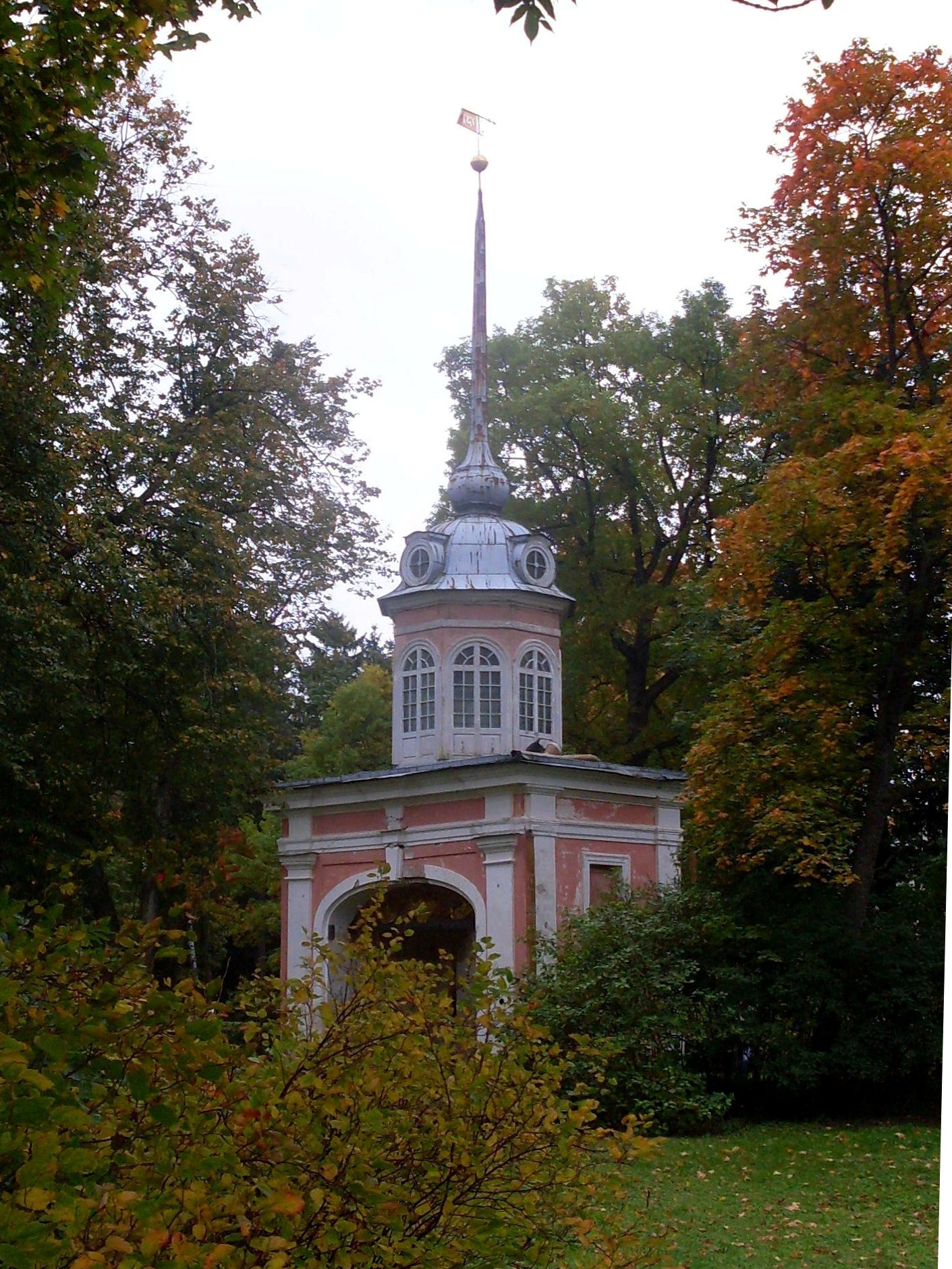
Portail d'honneur de Peterstadt
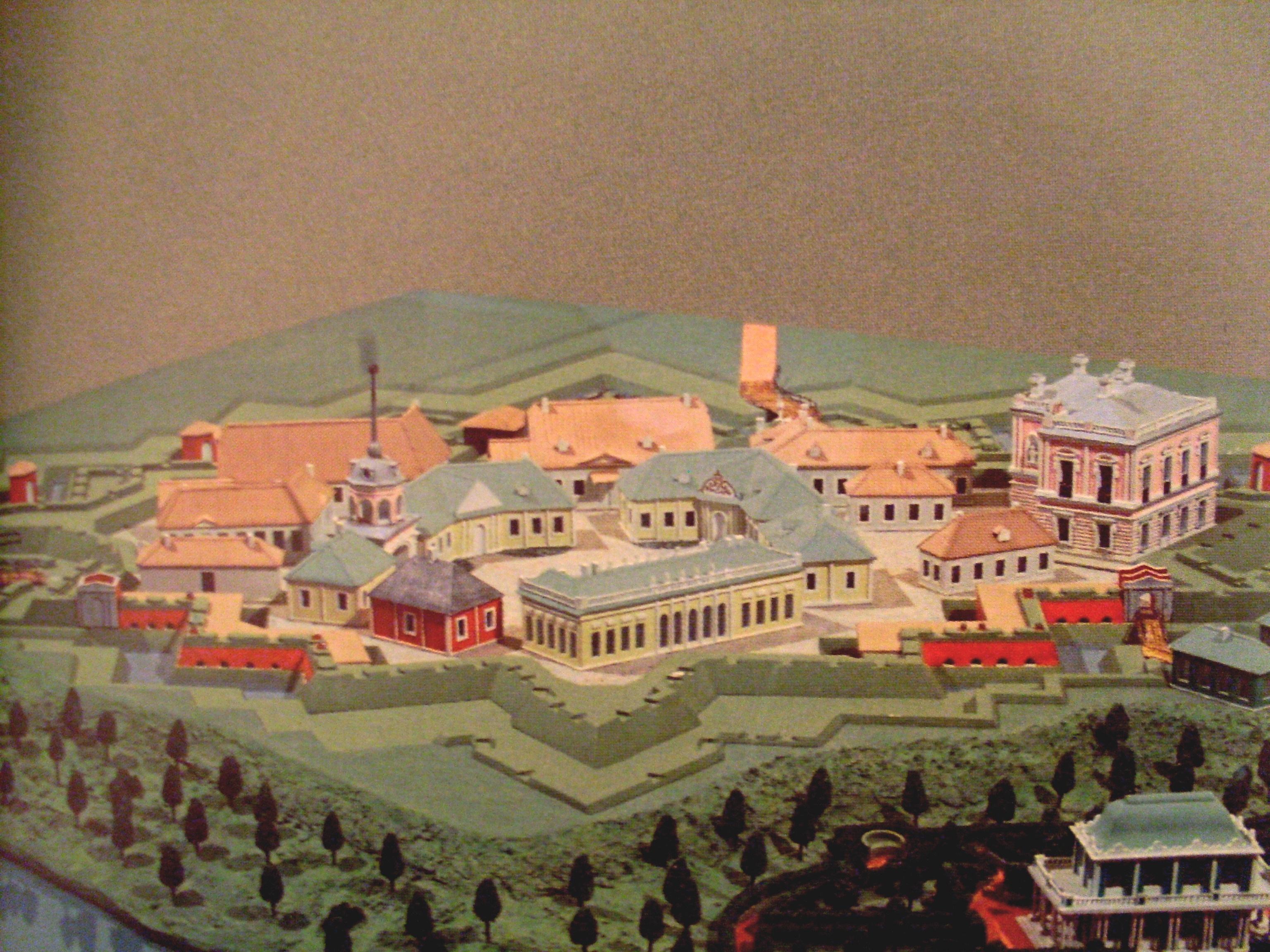
Maquette de la forteresse de Peterstadt
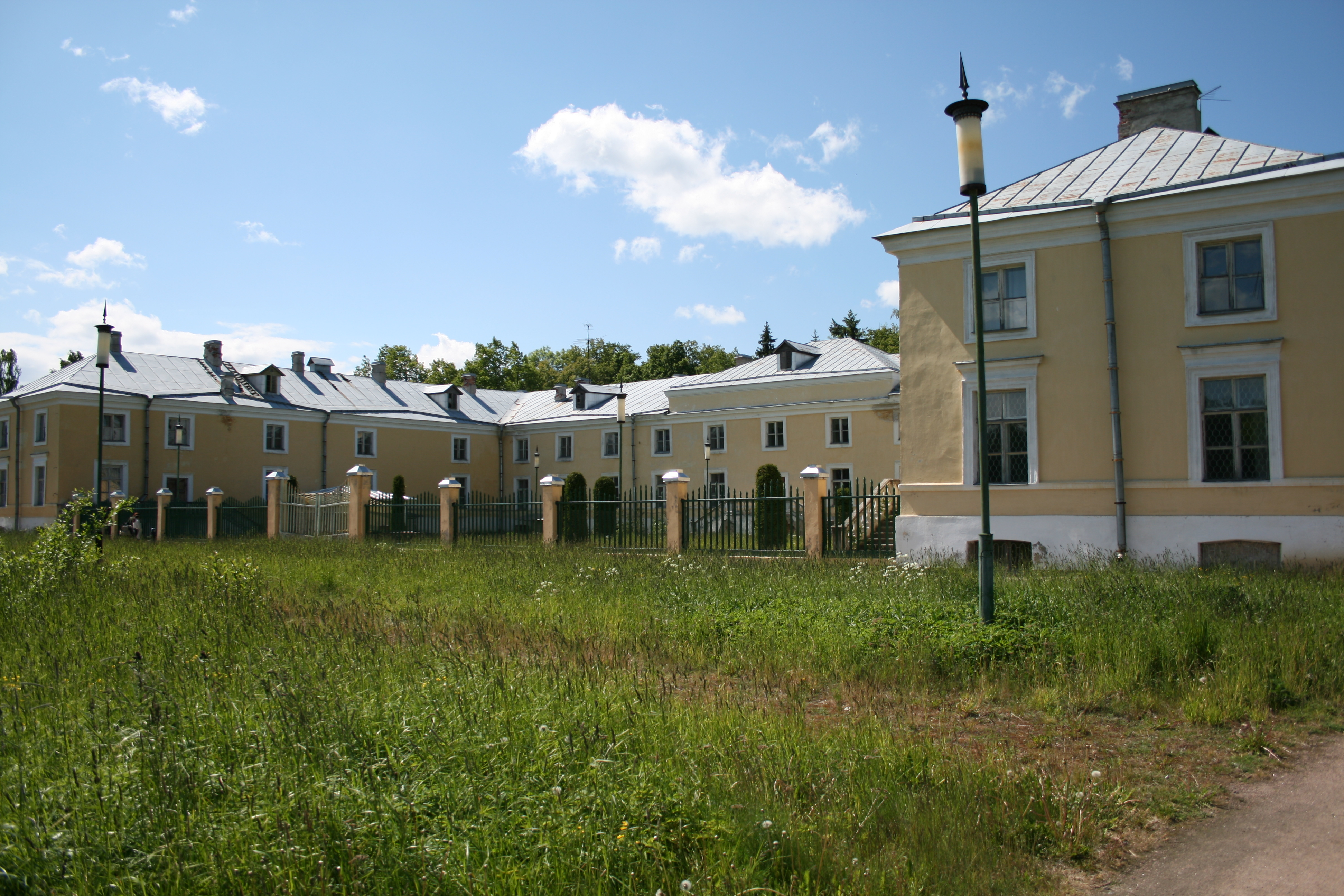
Corps de garde de la cavalerie
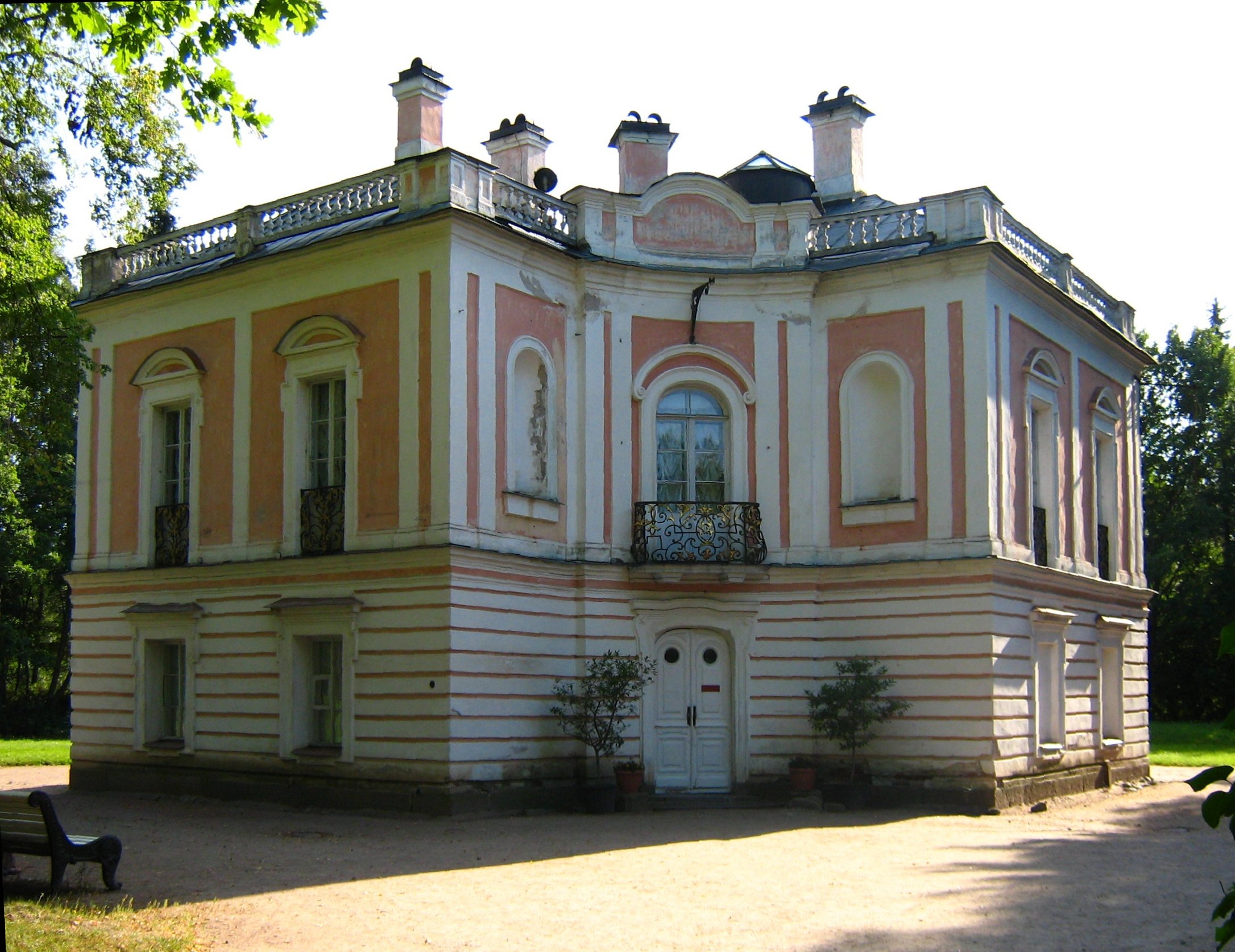
Petit palais de Pierre III

## Le palais chinois

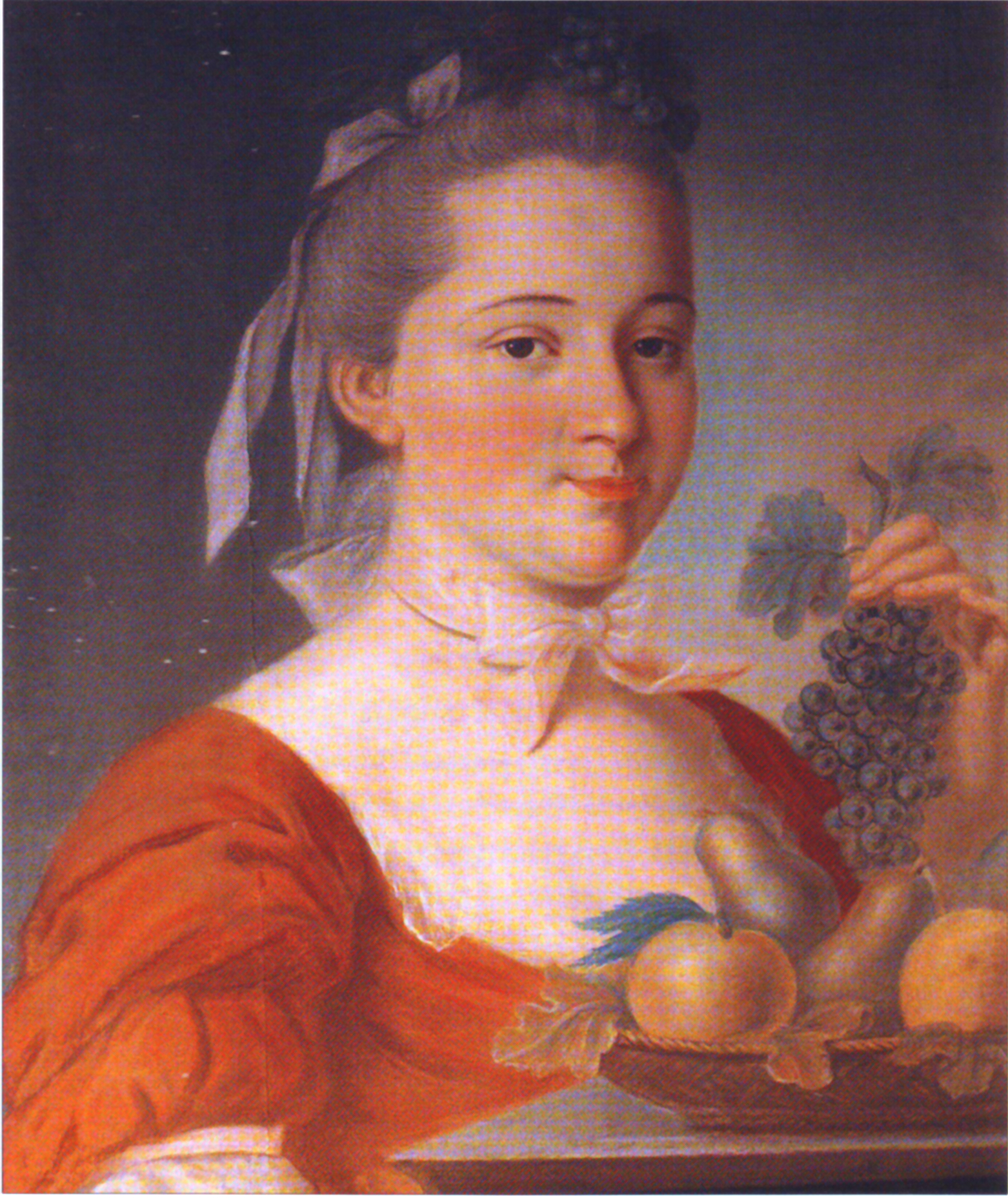
Portrait de la princesse Matriona Saltykov figurant l'automne, peint par Samsois en 1756

Ce pavillon d'un seul étage construit entre 1762 et 1768 par Rinaldi, appelé au XVIIIe siècle Maison hollandaise, est orné d'un luxe extrêmement raffiné. Une enfilade centrale donne sur une suite de salon décorés chacun d'un style différent. Le grand cabinet et le petit cabinet chinois et la chambre à coucher de la Grande Catherine sont ornés de panneaux de bois sculptés représentant la vie des Chinois, dont les visages sont sculptés en ivoire de morse. Les murs des pièces sont recouverts de faux marbre, les plafonds et les fresques sont l'œuvre de Stefano Torelli, de l'académie des beaux-arts et de Serafino Barozzi. On commande à l'époque à l'académie de Venise des plafonds mythologiques de Tiepolo, Pittoni, Maggiotto, Diziani, Zugno et Quarana représentant Le Triomphe de Vénus, La Rencontre entre Orphée et le Soleil, Le Mariage chinois, Le Sacrifice chinois, etc. Le cabinet d'Or, à la fin de l'enfilade des appartements de la Grande Catherine, est décoré de satyres et de bacchantes, Vénus et Pâris, Silène et Endymion, tandis que le plafond est peint d'une Allégorie de la Philosophie.
Une suite de onze portraits au pastel des dames d'honneur de la future impératrice Élisabeth, peints par Jean-François de Samsois (ou de Somsois), peut être admirée à l'intérieur du palais chinois.
Andreï Stackenschneider, architecte de la cour, a rajouté un étage au sud en 1840 et une galerie vitrée, ainsi que deux ailes dans les années 1850.

## Galerie

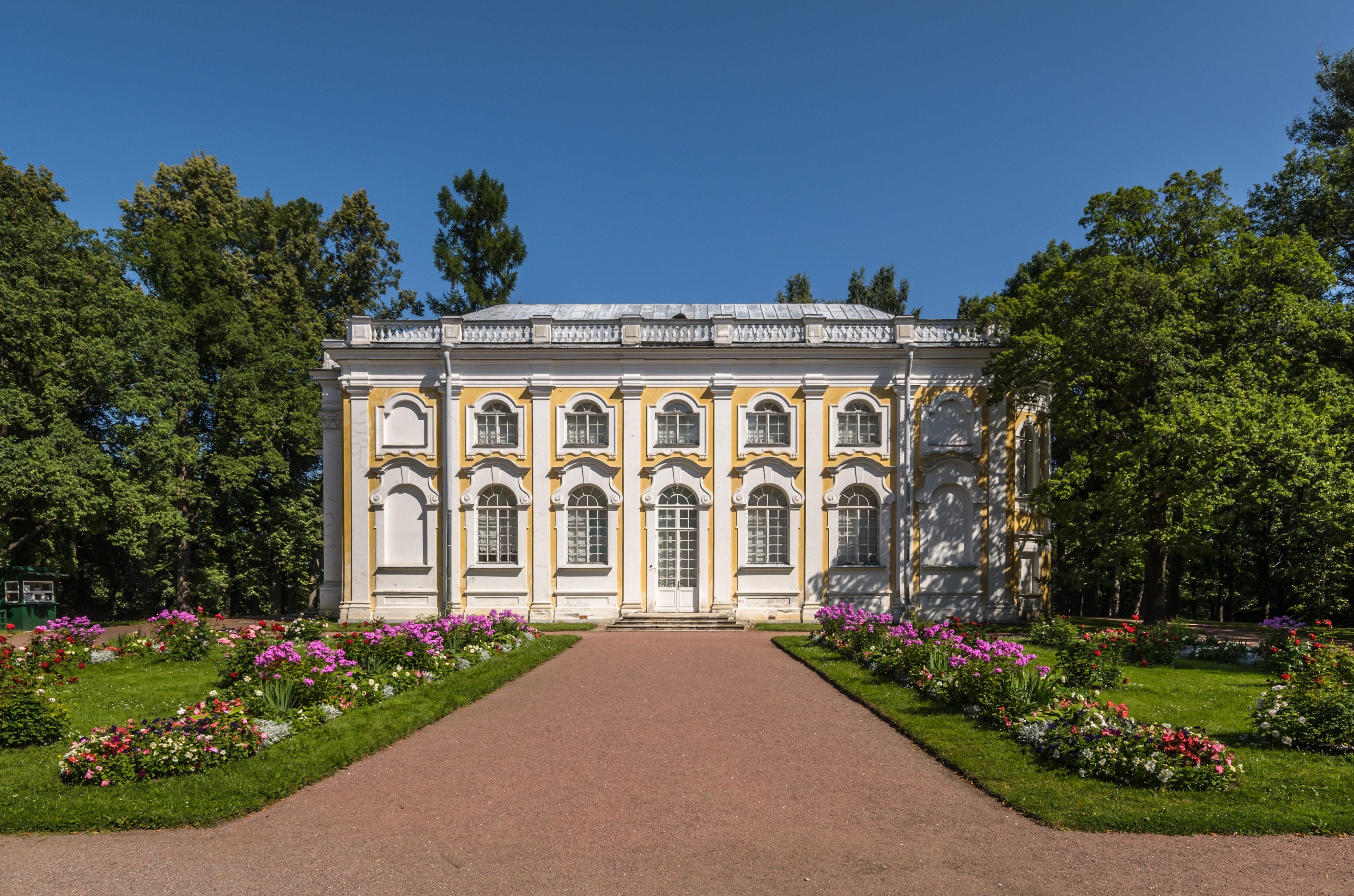
Vue du pavillon de pierre
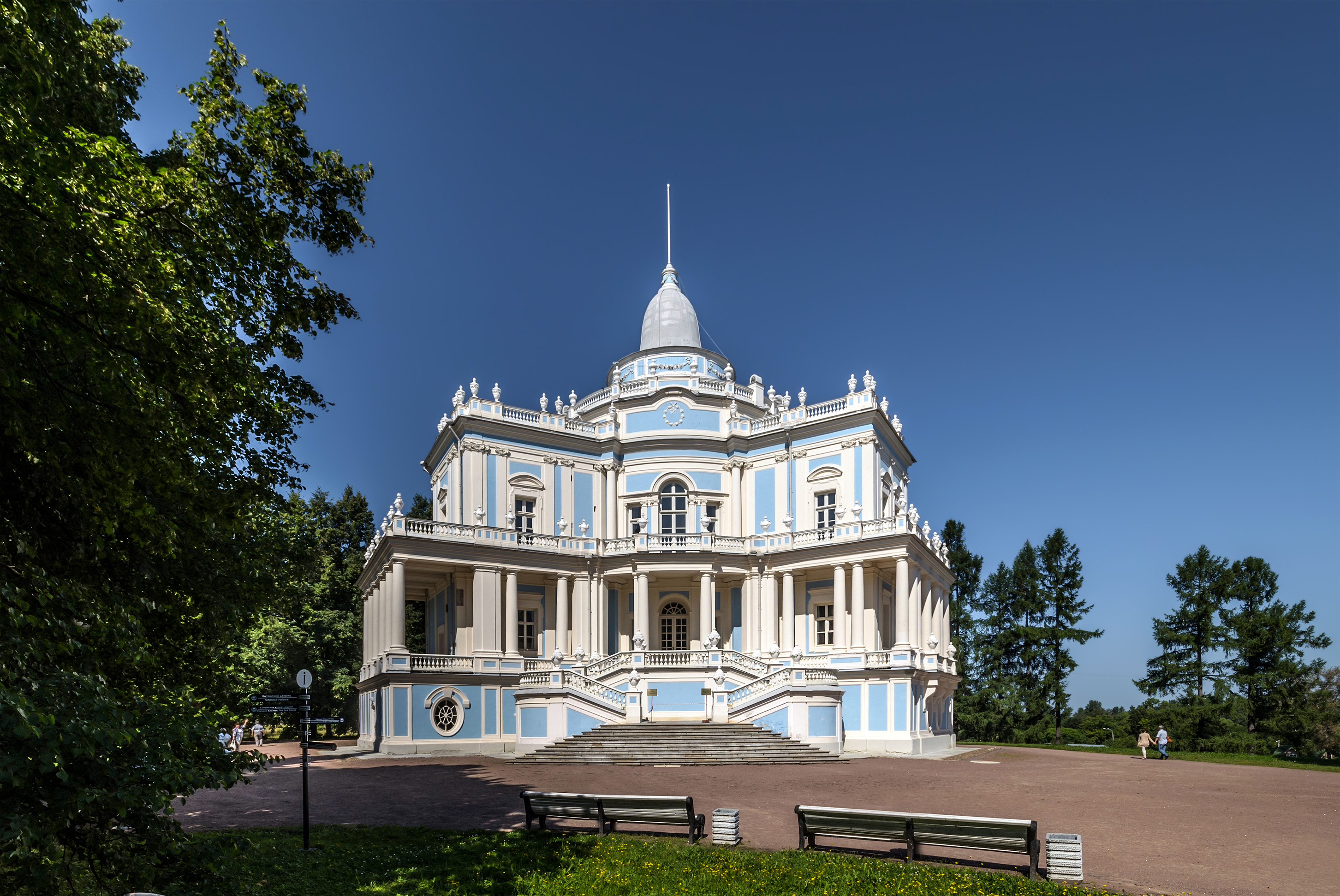
La Glissoire de Catherine II
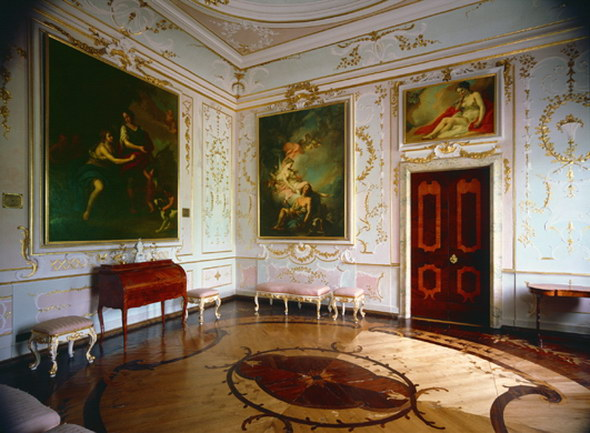
Le salon lilas du palais chinois
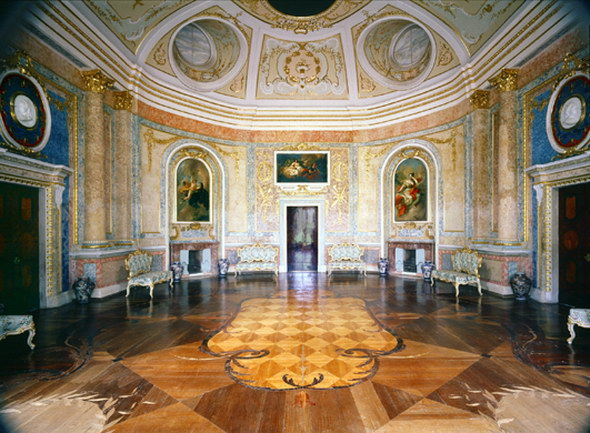
Grand salon du palais chinois

## Datcha
La datcha de l'impératrice à Oranienbaum est un monument artistique unique, conservant tous les éléments du décor intérieur original peint par Giambattista Pittoni.